# Tricyphona sakkya
Tricyphona sakkya är en tvåvingeart som först beskrevs av Alexander 1962.  Tricyphona sakkya ingår i släktet Tricyphona och familjen hårögonharkrankar. Inga underarter finns listade i Catalogue of Life.